# Bratenîțea, Velîka Pîsarivka
Bratenîțea (în ucraineană Братениця) este un sat în comuna Dmîtrivka din raionul Velîka Pîsarivka, regiunea Sumî, Ucraina.

## Demografie
Componența lingvistică a localității Bratenîțea
     Ucraineană (90,78%)
     Rusă (8,36%)
     Alte limbi (0,29%)
Conform recensământului din 2001, majoritatea populației localității Bratenîțea era vorbitoare de ucraineană (90,78%), existând în minoritate și vorbitori de rusă (8,36%).